# 3465 Trevires
A 3465 Trevires (ideiglenes jelöléssel 1984 SQ5) a Naprendszer kisbolygóövében található aszteroida. Henri Debehogne fedezte fel 1984. szeptember 20-án.